# Стандартизованный тест
Стандартизованный тест — тест, имеющий спецификацию и определенные характеристики, стабильно подтвержденные на представительной выборке испытуемых. Предназначен для многократного использования. К стандартизованным тестам в системе среднего образования относятся Единый государственный экзамен в Российской Федерации, SAT и ACT в США, Matura в восточноевропейских государствах, психометрический вступительный экзамен в Израиле. Стандартизованные тесты могут использоваться для профессионального тестирования, например GRE в университетах США.